# Barrio FONAVI
Barrio FONAVI es la forma en que se denomina popularmente a los barrios de la República Argentina que tienen edificaciones "repetidas" o iguales y que forman parte de un proyecto de viviendas de una municipalidad, una provincia o la nación.
FONAVI es el acrónimo de Fondo Nacional de la Vivienda y estrictamente debería escribirse "FO.NA.VI" o "Fo.Na.Vi".
El nombre FONAVI es utilizado aún en los casos en que el programa de viviendas no obtenga sus recursos financieros del "Fondo Nacional de la Vivienda".
Se conoce a su vez como monoblock a los edificios de varios pisos organizados en conjuntos habitacionales, construidos en las grandes ciudades como Buenos Aires y sus alrededores o Córdoba o Rosario. Su nombre deriva de mono = uno y block = bloque, ya que estos edificios suelen estar organizados en tiras lineales que integran un solo cuerpo.

## Generalidades
En general los programas de construcción de estas viviendas tienen que ver con un proyecto a mediano y largo plazo de relocalización de la población de asentamientos irregulares o villas de emergencias a nuevas casas o departamentos ubicados en barrios de este tipo.
Estos procesos, llamados "de urbanización" por las municipalidades, tienen como objetivo hacer desaparecer los asentamientos irregulares e integrar planificadamente las nuevas construcciones a la ciudad. En general los destinatarios de este tipo de viviendas son familias de escasos recursos que no tienen otra manera de acceder a viviendas con servicios como agua corriente, gas natural, cloacas, etc.

## Ejemplos de barrios "FONAVI"

### Ciudad deBuenos Aires
- Barrio "Manuel Dorrego" (originalmente "Los Perales") en el barrio de Mataderos, en Buenos Aires.
- Barrios "Cardenal Copello", "Cardenal Samoré" y "Juan José Nágera", junto a la Avenida Dellepiane en Buenos Aires.
- Barrio General Savio, también conocido como Lugano 1 y 2, en Villa Lugano.
- Barrio en Crisostomo Álvarez y San Pedrito (Flores)

### Gran Buenos Aires
- Barrio "El 19", "El 18", "El 17", y "El 4, 5 y 6". Son edificaciones como las de Fuerte Apache pero, al ser muchos barrios, es más grande (el 19 y el 18 juntos ya lo son). Se ubican en Ciudad Evita, cerca de la Rotonda De La Tablada, por lo que también son llamados erróneamente "Los monoblocks de La Tablada".
- Barrio "Ejército de los Andes": Más conocido como "Fuerte Apache", está ubicado en la localidad de Ciudadela (partido de Tres de Febrero). Su apodo tiene origen en el establecimiento en este barrio de pandillas que a base de amenazas "gobernaban" el lugar e impedían el accionar de las fuerzas de seguridad para combatir la delincuencia.
- Barrio "24 de Febrero", perteneciente al partido de Escobar, el cual se encuentra servido por escuelas de educación primaria e industrial, centro de salud, polideportivo, destacamento policial y campo de deportes. Su nombre original era Barrio "1 de Mayo" y fue inaugurado en 1985. Luego se le cambió el nombre a "24 de Febrero" por ser este el día del mecánico ya que el Barrio había sido adjudicado a los trabajadores del gremio de SMATA. Sin embargo, cuenta con la particularidad de ser el único barrio Fonavi al que se le llama comúnmente por ese nombre: Fonavi.
- Barrio "Carlos Gardel", El Palomar, Partido de Morón.
- Barrio "Don Orione", en el Partido de Almirante Brown.
- Barrio "Corrientes" (FONAVI) de Martínez, Partido de San Isidro.
- Barrio UOCRA, "Ducilo" de Partido de Berazategui.
- Barrio "EL BUENO",(JUAN EL BUENO) de Berazategui.
- Barrio "Luz", ( Luz y Fuerza ), también de Berazategui.

- Barrio Presidente Perón "Pepsi", de Florencio Varela.
- Barrio "Comandante Bruno Cioffi", del Partido de Veinticinco de Mayo.
- Barrio "FONAVI Zarate", del Partido de Zárate.
- Barrio "FONAVI General Rodríguez", del Partido de General Rodríguez.

### Ciudad deCórdoba(Provincia de Córdoba)
- Barrio S.E.P.
- Barrio Marqués de Sobremonte
- Barrio Los Álamos
- Barrio Juniors

### Ciudad deRosario(Provincia de Santa Fe)
- Barrio FONAVI Grandoli y Gutiérrez
- Barrio Parque Field II
- Barrio Rucci
- Barrio Donado y Mendoza
- Barrio FONAVI Isola y Maestros Santafesinos
- Barrio FONAVI Lagos y Rueda inaugurado en 1982 rebautizado en los años ´90 mediante elección de los vecinos como "Latinoamérica". Junto se encuentras las torres de la UNR, también construidas con fondos del FONAVI.
- Barrio FONAVI Acindar.

### Ciudad deSanta Fe(Provincia de Santa Fe)
- Barrio San Gerónimo
- Barrio Las Flores I
- Barrio Las Flores II
- Barrio Centenario
- Barrio El Pozo

### Ciudad deMar del Plata(Provincia de Buenos Aires)
- Barrio Centenario
- Barrio Kennedy
- Las Torres de Las Lilas
- Barrio SOIP
- Barrio Pampa
- Complejo San Benito

### Ciudad dePergamino(Provincia de Buenos Aires)
- "Barrio 512 Viviendas": Así llamado popularmente, aunque el nombre que intentó el gobierno provincial de la dictadura (Proceso de Reorganización Nacional) fue "Barrio Virgen de Guadalupe".
- "Barrio Marcelino Champagnat". Es el primer y único FONAVI Complejo Urbanístico de 240 viviendas, construido en 1993 hasta la fecha. La diferencia radica que el arquitecto Jorge Rocchi quien diseñó las viviendas; propuso un metodología alternativa, utilizando los mismos metros cuadrados de una unidad en serie, por viviendas con una variedad de 30 tipologías de modelos distintos. Sistema novedoso a nivel Nacional con modelos de casas distintas.[4][5]

### Ciudad deNeuquén(Provincia de Neuquén)
- Barrio Mudon
- Área Centro Oeste

### Ciudad deParaná(Provincia de Entre Ríos)
- Barrio 1º de Julio
- Barrio 30 de Octubre
- Barrio 33 Orientales
- Barrio El Sol I
- Barrio El Sol II
- Barrio FONAVI 72 Viviendas
- Barrio FONAVI Independencia y Cabrera
- Barrio FONAVI Santos Domínguez y Ruperto Pérez
- Barrio Incone
- Barrio Lomas del Mirador I
- Barrio Lomas del Mirador II
- Barrio Los Pipos
- Barrio Paraná I
- Barrio Paraná II
- Barrio Paraná III
- Barrio Paraná IV
- Barrio Paraná V
- Barrio Paraná XIII
- Barrio Paraná XIV
- Barrio Paraná XV
- Barrio Paraná XVI
- Barrio Paraná XVIII
- Barrio Paraná XX
- Barrio Paraná XXI
- Barrio Paraná XVIII
- Barrio Rocamora I
- Barrio Rocamora II
- Barrio San Cayetano
- Barrio José Hernández
- Barrio FONAVI Segundo Sombra
- Barrio VI.CO.ER. XI

### Ciudad deVenado Tuerto(Provincia de Santa Fe)
- Barrio Ciudad Nueva
- Barrio "De la Carne"

### Ciudad deConcordia(Provincia de Entre Ríos)
- Barrio La Bianca

### Ciudad deCorrientes(Provincia de Corrientes)
- Barrio Cacique Canindeyú

### Ciudad deResistencia(Provincia de Chaco)
- Complejo Habitacional Malvinas
- Barrio España
- Barrio Provincias Unidas
- Barrio San Cayetano
- Barrio UPCP

## Planos y arquitectos
Los planos y arquitectos de estos proyectos son difíciles de encontrar, ya que la mayoría de los proyectos se llevaron a cabo en la década de los 90s y posteriormente se olvidaron y dejaron de lado la mayoría de estos proyectos de modernización de barrios y viviendas.

## Curiosidad
La denominación de "Barrio Fonavi" no es utilizada generalmente en la ciudad de Buenos Aires y sus alrededores. Allí la mayoría de estos barrios están compuestos por edificios a los que se llama coloquialmente "Monoblocks", al igual que en Córdoba, tampoco en el Nordeste se utiliza el término "Fonavi", a estas se las denomina simplemente "viviendas" porque son casas y no monoblocks.